# Schizothorax progastus
Schizothorax progastus е вид лъчеперка от семейство Шаранови (Cyprinidae). Видът не е застрашен от изчезване.

## Разпространение и местообитание
Разпространен е в Бутан, Индия (Аруначал Прадеш, Асам, Джаму и Кашмир, Утар Прадеш и Химачал Прадеш) и Непал.
Обитава сладководни басейни, реки и потоци.

## Описание
На дължина достигат до 50 cm.